# Bundesliga niemiecka w hokeju na lodzie
Bundesliga niemiecka w hokeju na lodzie (niem. Eishockey-Bundesliga, w skrócie BL) – najwyższa klasa rozgrywkowa hokeja na lodzie w Niemczech w latach 1958–1994. W 1994 roku została zastąpiona przez ligę DEL (Deutsche Eishockey Liga).

## Historia

### Wczesne lata
W 1958 roku Bundesliga zastąpiła Oberligę jako najwyższą klasę rozgrywkową w RFN. W pierwszym sezonie, sezonie 1958/1959 triumfatorem rozgrywek został EV Füssen, który zdominował ostatnie sześć sezonów Oberligi. Na początku w rozgrywkach dominowały kluby z Bawarii, jednak z czasem w rozgrywkach zaczęły się liczyć kluby z innych krajów związkowych, takie jak m.in.: BSC Berlin, Düsseldorfer EG, Kölner EC, Mannheimer ERC.
W latach 1958–1961 Bundesliga składała się z 8 klubów i odbywała się ona w formie jednej rundy, jednak w następnych sezonach liczba klubów oraz formuła stale się zmieniała. W sezonie 1961/1962 po rundzie zasadniczej rozegrano rundę mistrzowską, w której triumfował EC Bad Tölz, natomiast spadkowiczów do Oberligi wyłaniała runda spadkowa.

### Rozwój Bundesligi
W sezonie 1965/1966 liga składała się z 10 klubów, natomiast w sezonie 1966/1967 w celu zredukowania kosztów podróży na mecze wyjazdowe podzielono ligę na Grupę Zachodnią i Południową: pięć bawarskich zostało przydzielonych do Grupy Południowej, natomiast drużyny z zachodniej części kraju oraz Berlina przydzielono do Grupy Zachodniej. W sezonie 1968/1969 liga została powiększona do 12 klubów, a po sezonie 1968/1969 DEB (Deutsche Eishockey-Bund) przejął organizację rozgrywek od DEV (Deutscher Eissport-Verband).
W sezonie 1979/1980 po rundzie zasadniczej rozegrano drugą rundę podzieloną na 3 grupy: z której po dwa najlepsze kluby oraz dwa najlepsze kluby z 3. miejsc awansowało do rundy mistrzowskiej, a pozostałe kluby do rundy spadkowej.

### Powstanie fazy play-off

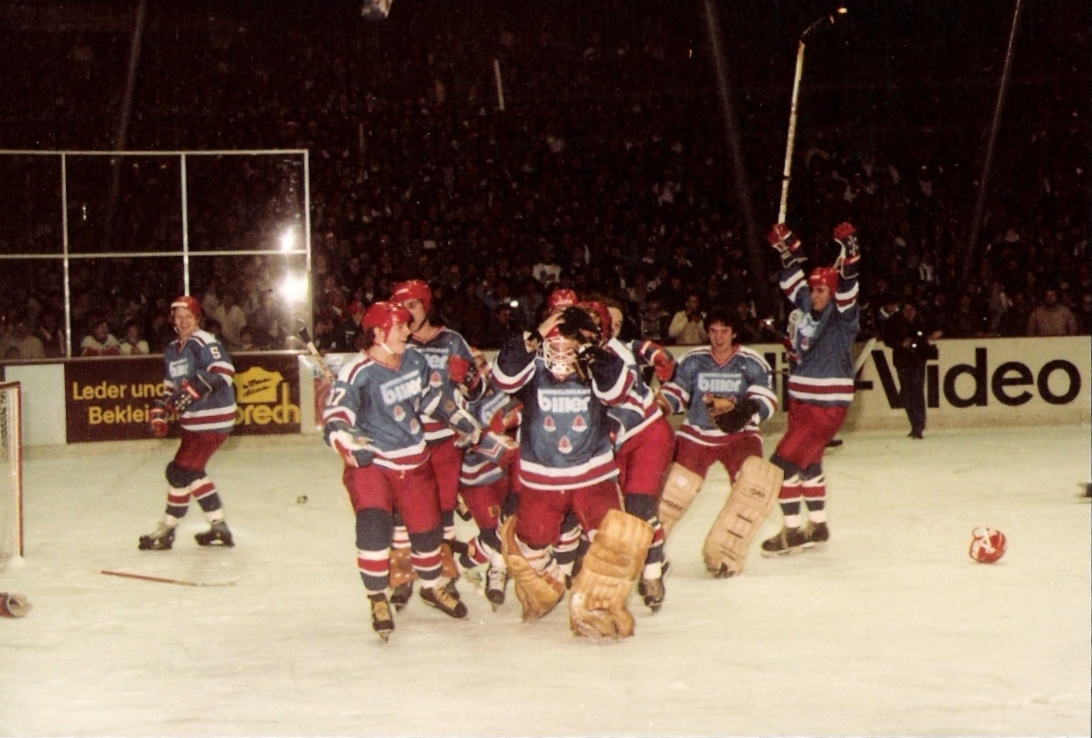
EV Landshut świętuje triumf w sezonie 1982/1983.

W sezonie 1980/1981 zmieniono formułę ligi na model rozgrywek połnocnoamerykańskich: po rundzie zasadniczej odbyła się faza play-off. Pierwszym triumfatorem rozgrywek w takiej formule został SC Riessersee (wygrana rywalizacji w finale z Düsseldorfer EG 2:1), który czuł się pokrzywdzony formułą rozgrywek z sezonu 1979/1980.
Podczas sezonu 1980/1981 wybuchła afera dotycząca fałszowania paszportów niemieckich dla zagranicznych zawodników w celu obejścia limitu dla tych zawodników, w której zamieszane były Duisburger SC i Kölner EC, a mecze tych drużyn, w których grali zawodnicy z fałszywymi dokumentami, zostały zweryfikowane na walkower 0:5 na niekorzyść tych klubów, co spowodowało odjęcie punktów obu klubów w tabeli ligowej, a zarazem: dla Duisburger SC spadek do 2. Bundesligi, natomiast dla Kölner EC brak awansu do fazy play-off i obrona przed spadkiem w rundzie spadkowej (klub w latach 1984–1988 czterokrotnie triumfował z rozgrywkach).

### Ostatnie lata
Po zjednoczeniu Niemiec 3 września 1990 roku, dwa kluby z NRD: Dynamo Berlin i Dynamo Weißwasser zostały dopuszczone do rozgrywek w sezonie 1990/1991, tym samym liga została powiększona do 12 klubów. Najbardziej utytułowaną drużyną ogólnoniemieckich rozgrywek był Düsseldorfer EG, który trzykrotnie z rzędu triumfował w rozgrywkach (1991–1993).
Od wprowadzenia fazy play-out, decydującą kwestią dotyczącą spadku z Bundesligi była sytuacja finansowa klubów (cztery kluby zostały zdegradowane z rozgrywek mimo utrzymania względem sportowym), w związku z czym kluby Bundesligi domagały się utworzenia nowej profesjonalnej ligi opartej na modelu północnoamerykańskim, co miało zagwarantował lepszą reklamę oraz odciążyć pracę na rzecz juniorów i amatorów władze DEB.
Sezon 1993/1994 był ostatnim sezon Bundesligi, którego ostatnim triumfatorem został Hedos Monachium, który w fazie play-off nie przegrał żadnego meczu, a w finale wygrał rywalizację z Düsseldorfer EG 3:0.
Po zakończeniu sezonu 1993/1994 i negocjacjach z DEB kluby zdecydowały o utworzeniu ligi zawodowej DEL, składającej się z 18 klubów, która zastąpiła Bundesligę jako najwyższą klasę rozgrywkową w Niemczech.

## Lista sezonów
(Uwaga! Lista nie jest równoznaczna z listą mistrzów Polski)
| Sezon | Mistrz          | Wicemistrz      | 3. miejsce                          | Sezon zasadniczy |
| ----- | --------------- | --------------- | ----------------------------------- | ---------------- |
| 1959  | EV Füssen       | EC Bad Tölz     | Mannheimer ERC                      |                  |
| 1960  | SC Riessersee   | EV Füssen       | EC Bad Tölz                         |                  |
| 1961  | EV Füssen       | EC Bad Tölz     | SC Riessersee                       |                  |
| 1962  | EC Bad Tölz     | EV Füssen       | SC Riessersee                       |                  |
| 1963  | EV Füssen       | EC Bad Tölz     | Mannheimer ERC                      |                  |
| 1964  | EV Füssen       | EC Bad Tölz     | SC Riessersee                       |                  |
| 1965  | EV Füssen       | EC Bad Tölz     | Mannheimer ERC                      |                  |
| 1966  | EC Bad Tölz     | EV Füssen       | Düsseldorfer EG                     |                  |
| 1967  | Düsseldorfer EG | EC Bad Tölz     | EV Landshut                         |                  |
| 1968  | EV Füssen       | EC Bad Tölz     | EV Landshut                         |                  |
| 1969  | EV Füssen       | Düsseldorfer EG | EC Bad Tölz                         |                  |
| 1970  | EV Landshut     | EC Bad Tölz     | SC Riessersee                       |                  |
| 1971  | EV Füssen       | Düsseldorfer EG | EC Bad Tölz                         |                  |
| 1972  | Düsseldorfer EG | EV Füssen       | SC Riessersee                       |                  |
| 1973  | EV Füssen       | Düsseldorfer EG | EV Landshut                         |                  |
| 1974  | BSC Berlin      | EV Landshut     | VfL Bad Nauheim                     |                  |
| 1975  | Düsseldorfer EG | BSC Berlin      | Krefelder EV                        |                  |
| 1976  | BSC Berlin      | EV Landshut     | Düsseldorfer EG                     |                  |
| 1977  | Kölner EC       | Krefelder EV    | EV Landshut                         |                  |
| 1978  | SC Riessersee   | BSC Berlin      | Kölner EC                           |                  |
| 1979  | Kölner EC       | SC Riessersee   | BSC Berlin                          |                  |
| 1980  | Mannheimer ERC  | Düsseldorfer EG | SC Riessersee                       |                  |
| 1981  | SC Riessersee   | Düsseldorfer EG | Mannheimer ERC                      | SC Riessersee    |
| 1982  | SB Rosenheim    | Mannheimer ERC  | Kölner EC                           | EV Landshut      |
| 1983  | EV Landshut     | Mannheimer ERC  | SB Rosenheim                        | EV Landshut      |
| 1984  | Kölner EC       | EV Landshut     | Mannheimer ERC                      | Mannheimer ERC   |
| 1985  | SB Rosenheim    | Mannheimer ERC  | Kölner EC                           | SC Riessersee    |
| 1986  | Kölner EC       | Düsseldorfer EG | SB Rosenheim                        | Kölner EC        |
| 1987  | Kölner EC       | Mannheimer ERC  | Düsseldorfer EG                     | SB Rosenheim     |
| 1988  | Kölner EC       | SB Rosenheim    | Mannheimer ERC                      | SB Rosenheim     |
| 1989  | SB Rosenheim    | Düsseldorfer EG | Kölner EC                           | Kölner EC        |
| 1990  | Düsseldorfer EG | SB Rosenheim    | Kölner EC                           | Kölner EC        |
| 1991  | Düsseldorfer EG | Kölner EC       | SB Rosenheim                        | Kölner EC        |
| 1992  | Düsseldorfer EG | SB Rosenheim    | Nie rozgrywano meczów o 3. miejsce. | Düsseldorfer EG  |
| 1993  | Düsseldorfer EG | Kölner EC       | Nie rozgrywano meczów o 3. miejsce. | Düsseldorfer EG  |
| 1994  | Hedos Monachium | Düsseldorfer EG | Nie rozgrywano meczów o 3. miejsce. | Düsseldorfer EG  |

## Tabela medalowa

### Według klubów
| Lp. | Klub            | Miejsca na podium | Miejsca na podium | Miejsca na podium | Miejsca na podium | Lata triumfów                                        |
| Lp. | Klub            |                   |                   |                   | Suma              | Lata triumfów                                        |
| --- | --------------- | ----------------- | ----------------- | ----------------- | ----------------- | ---------------------------------------------------- |
| 1.  | EV Füssen       | 9                 | 4                 | 0                 | 13                | 1959, 1961, 1963, 1964, 1965, 1968, 1969, 1971, 1973 |
| 2.  | Düsseldorfer EG | 7                 | 8                 | 3                 | 18                | 1967, 1972, 1975, 1990, 1991, 1992, 1993             |
| 3.  | Kölner EC       | 6                 | 2                 | 5                 | 13                | 1977, 1979, 1984, 1986, 1987, 1988                   |
| 4.  | SB Rosenheim    | 3                 | 3                 | 3                 | 9                 | 1982, 1985, 1989                                     |
| 5.  | SC Riessersee   | 3                 | 1                 | 6                 | 10                | 1960, 1978, 1981                                     |
| 6.  | EC Bad Tölz     | 2                 | 8                 | 3                 | 13                | 1962, 1966                                           |
| 7.  | EV Landshut     | 2                 | 3                 | 4                 | 9                 | 1970, 1983                                           |
| 8.  | BSC Berlin      | 2                 | 2                 | 1                 | 5                 | 1974, 1976                                           |
| 9.  | Mannheimer ERC  | 1                 | 4                 | 6                 | 11                | 1980                                                 |
| 10. | Hedos Monachium | 1                 | 0                 | 0                 | 1                 | 1994                                                 |
| 11. | Krefelder EV    | 0                 | 1                 | 1                 | 2                 |                                                      |
| 12. | VfL Bad Nauheim | 0                 | 0                 | 1                 | 1                 |                                                      |

### Według krajów związkowych
| Lp. | Kraj związkowy              | Miejsca na podium | Miejsca na podium | Miejsca na podium | Miejsca na podium | Kluby                                                                             |
| Lp. | Kraj związkowy              |                   |                   |                   | Suma              | Kluby                                                                             |
| --- | --------------------------- | ----------------- | ----------------- | ----------------- | ----------------- | --------------------------------------------------------------------------------- |
| 1.  | Bawaria                     | 20                | 19                | 16                | 55                | EC Bad Tölz, EV Füssen, EV Landshut, Hedos Monachium, SB Rosenheim, SC Riessersee |
| 2.  | Nadrenia Północna-Westfalia | 13                | 11                | 9                 | 33                | Düsseldorfer EG, Kölner EC, Krefelder EV                                          |
| 3.  | Berlin                      | 2                 | 2                 | 1                 | 5                 | BSC Berlin                                                                        |
| 4.  | Badenia-Wirtembergia        | 1                 | 4                 | 6                 | 11                | Mannheimer ERC                                                                    |
| 5.  | Hesja                       | 0                 | 0                 | 1                 | 1                 | VfL Bad Nauheim                                                                   |

## Kluby
| Klub                    | Liczba sezozów | Pierwszy sezon | Ostatni sezon | Obecna liga  |
| ----------------------- | -------------- | -------------- | ------------- | ------------ |
| EV Landshut             | 31             | 1963/1964      | 1993/1994     | DEL2         |
| Düsseldorfer EG         | 30             | 1958/1959      | 1993/1994     | DEL          |
| Mannheimer ERC          | 29             | 1958/1959      | 1993/1994     | DEL          |
| SC Riessersee           | 28             | 1958/1959      | 1986/1987     | DEL2         |
| ESV Kaufbeuren          | 25             | 1959/1960      | 1993/1994     | DEL2         |
| EV Füssen               | 25             | 1958/1959      | 1982/1983     | Oberliga     |
| Kölner EC               | 23             | 1973/1974      | 1993/1994     | DEL          |
| Krefelder EV            | 23             | 1958/1959      | 1993/1994     | DEL          |
| EC Bad Tölz             | 18             | 1958/1959      | 1975/1976     | Oberliga     |
| VfL Bad Nauheim         | 18             | 1959/1960      | 1981/1982     | Oberliga     |
| SB Rosenheim            | 15             | 1978/1979      | 1993/1994     | DEL2         |
| Schwenninger ERC        | 14             | 1981/1982      | 1993/1994     | DEL2         |
| BSC Berlin              | 11             | 1966/1967      | 1981/1982     | Nie istnieje |
| Preußen Krefeld         | 10             | 1958/1959      | 1968/1969     | Nie istnieje |
| Augsburger EV           | 8              | 1968/1969      | 1978/1979     | DEL          |
| ECD Iserlohn            | 8              | 1977/1978      | 1987/1988     | DEL          |
| BSC Preussen            | 7              | 1987/1988      | 1993/1994     | Nie istnieje |
| Eintracht Frankfurt     | 7              | 1968/1969      | 1990/1991     | Nie istnieje |
| EHC Freiburg            | 5              | 1988/1989      | 1992/1993     | Nie istnieje |
| Hedos Monachium         | 5              | 1989/1990      | 1993/1994     | Nie istnieje |
| Eintracht Dortmund      | 4              | 1960/1961      | 1964/1965     | Oberliga     |
| EV Rosenheim            | 4              | 1972/1973      | 1977/1978     | Nie istnieje |
| Dynamo Berlin           | 3              | 1990/1991      | 1993/1994     | DEL          |
| ERC Freiburg            | 3              | 1979/1980      | 1983/1984     | Nie istnieje |
| Bayern Monachium        | 2              | 1967/1968      | 1968/1969     | Nie istnieje |
| Duisburger SC           | 2              | 1979/1980      | 1980/1981     | Oberliga     |
| EC Ratingen             | 2              | 1992/1993      | 1993/1994     | Nie istnieje |
| ES Weißwasser           | 2              | 1990/1991      | 1991/1992     | DEL2         |
| EHC Monachium           | 1              | 1980/1981      | 1980/1981     | Nie istnieje |
| Kölner EK               | 1              | 1969/1970      | 1969/1970     | Nie istnieje |
| EHC Essen-West          | 1              | 1984/1985      | 1984/1985     | Oberliga     |
| SC Weßling/Starnberg    | 1              | 1958/1959      | 1958/1959     | Nie istnieje |
| SG Oberstdorf/Sonthofen | 1              | 1967/1968      | 1967/1968     | Nie istnieje |
| SV Bayreuth             | 1              | 1985/1986      | 1985/1986     | Nie istnieje |

## Rekordy
- Najwięcej sezonów: EV Landshut (31 sezonów: 1963/1964–1993/1994)
- Najwięcej goli: Erich Kühnhackl (714 goli)
- Najwięcej asyst: Gerd Truntschka (944 asysty)
- Najwięcej punktów: Erich Kühnhackl (1408 punktów)

## Formuła
| Sezon | Runda zasadnicza  | Runda końcowa                    | Liczba klubów |
| ----- | ----------------- | -------------------------------- | ------------- |
| 1959  | 1 runda           | Nie rozgrywano                   | 8 klubów      |
| 1960  | 1 runda           | Nie rozgrywano                   | 8 klubów      |
| 1961  | 4 rundy           | Nie rozgrywano                   | 8 klubów      |
| 1962  | 4 rundy           | Runda mistrzowska Runda spadkowa | 8 klubów      |
| 1963  | 4 rundy           | Runda mistrzowska Runda spadkowa | 8 klubów      |
| 1964  | 4 rundy           | Runda mistrzowska Runda spadkowa | 8 klubów      |
| 1965  | 4 rundy           | Runda mistrzowska Runda spadkowa | 8 klubów      |
| 1966  | 4 rundy           | Runda mistrzowska Runda spadkowa | 10 klubów     |
| 1967  | 4 rundy (2 grupy) | Runda mistrzowska Runda spadkowa | 10 klubów     |
| 1968  | 4 rundy (2 grupy) | Runda mistrzowska Runda spadkowa | 10 klubów     |
| 1969  | 4 rundy (2 grupy) | Runda mistrzowska Runda spadkowa | 12 klubów     |
| 1970  | 1 runda           | Runda mistrzowska Runda spadkowa | 12 klubów     |
| 1971  | 4 rundy           | Nie rozgrywano                   | 10 klubów     |
| 1972  | 4 rundy           | Nie rozgrywano                   | 10 klubów     |
| 1973  | 4 rundy           | Nie rozgrywano                   | 11 klubów     |
| 1974  | 4 rundy           | Nie rozgrywano                   | 10 klubów     |
| 1975  | 4 rundy           | Nie rozgrywano                   | 10 klubów     |
| 1976  | 4 rundy           | Nie rozgrywano                   | 10 klubów     |
| 1977  | 4 rundy           | Runda mistrzowska Runda spadkowa | 10 klubów     |

| Sezon | Runda zasadnicza                     | Runda końcowa                    | Liczba klubów |
| ----- | ------------------------------------ | -------------------------------- | ------------- |
| 1977  | 4 rundy                              | Runda mistrzowska Runda spadkowa | 10 klubów     |
| 1978  | 4 rundy                              | Runda mistrzowska Runda spadkowa | 10 klubów     |
| 1979  | 4 rundy                              | Runda mistrzowska Runda spadkowa | 12 klubów     |
| 1980  | Pierwsza runda Druga runda (3 grupy) | Runda mistrzowska Runda spadkowa | 12 klubów     |
| 1981  | 4 rundy                              | Play-off Runda spadkowa          | 12 klubów     |
| 1982  | 4 rundy                              | Play-off Runda spadkowa          | 12 klubów     |
| 1983  | 4 rundy                              | Play-off Runda spadkowa          | 10 klubów     |
| 1984  | 4 rundy                              | Play-off Runda spadkowa          | 10 klubów     |
| 1985  | 4 rundy                              | Play-off Runda spadkowa          | 10 klubów     |
| 1986  | 4 rundy                              | Play-off Runda spadkowa          | 10 klubów     |
| 1987  | 4 rundy                              | Play-off Runda spadkowa          | 10 klubów     |
| 1988  | 4 rundy                              | Play-off Runda spadkowa          | 10 klubów     |
| 1989  | 4 rundy                              | Play-off Runda spadkowa          | 10 klubów     |
| 1990  | 4 rundy                              | Play-off Runda spadkowa          | 10 klubów     |
| 1991  | 4 rundy                              | Play-off Play-out                | 12 klubów     |
| 1992  | 4 rundy                              | Play-off Play-out                | 12 klubów     |
| 1993  | 4 rundy                              | Play-off Play-out                | 12 klubów     |
| 1994  | 4 rundy                              | Play-off Play-out                | 12 klubów     |